# Stanislav Kovalenko
Stanislav Kovalenko (in ucraino  Станіслав Коваленко?; 23 aprile 1997) è un velocista ucraino.

## Biografia
Stanislav Kovalenko ha maturato la sua prima esperienza internazionale nel 2019, quando è stato eliminato nei 200 metri piani con 21"85 secondi al primo turno ai Campionati Europei U23 di Gävle e con la staffetta ucraina 4 x 100 metri nella batteria dove è stato squalificato. Arriva poi quarto nei 100 metri piani in 10.67 s ai Campionati balcanici di Pravets e vince la staffetta in 40"40 s. L'anno successivo partecipa ai Campionati balcanici di Cluj-Napoca in 10.62 s. tempo ha vinto la medaglia d'argento con la staffetta in 39,87 s. Nel 2021 ha vinto la medaglia di bronzo nei 60 metri piani ai Campionati balcanici indoor di Istanbul in 6"75 secondi prima di ritirarsi in semifinale ai Campionati europei indoor di Toruń con 6"69 secondi. All'inizio di maggio era stato eliminato dalle World Relays di atletica leggera a Chorzów, in Polonia, con un tempo di 39,06 secondi nella staffetta 4 × 100 metri.
Nel 2019 Kovalenko è diventato campione assoluto ucraino nei 100 metri piani e nello stesso anno ha vinto i 200 metri indoor. Nel 2023 vince il titolo ucraino dei 60 m indoor con un primato personale di 6"60.

## Record personali
- 100 m piani: 10"33 (2022) a Turnov[2]
- 60 m indoor: 6"60 (2023) a Kiev

## Palmarès
| Anno | Manifestazione | Sede   | Evento  | Risultato | Prestazione | Note |
| ---- | -------------- | ------ | ------- | --------- | ----------- | ---- |
| 2022 | Europei        | Monaco | 4×100 m | Batteria  | dnf         |      |